# Roanne (affluent de la Drôme)
Pour les articles homonymes, voir Roanne (homonymie).
La Roanne est une rivière française qui coule dans le département de la  Drôme. C'est un affluent de la Drôme en rive gauche, donc un sous-affluent du Rhône.

## Géographie
La Roanne prend sa source au sud-est de la commune d'Arnayon, et se jette dans la Drôme, à Espenel. Long de près de 34 km, l'intégralité de son cours se situe dans le département de la Drôme.
Le Col du Portail permet de relier par la route la haute vallée de la Roanne à la vallée de l'Oule.

## Affluents
Ses principaux affluents sont :
- Ruisseau de Trébou (Fiche Sandre no  V4250520)
- Ruisseau des Bounieux (Fiche Sandre no  V4250540)
- La Lance (Fiche Sandre no  V4250580)
- Ruisseau de Pémya (Fiche Sandre no  V4250600)
- Le Riou (Fiche Sandre no  V4251000)
- La Brette (Fiche Sandre no  V4250620)
- Ruisseau d'Aucelon (Fiche Sandre no  V4250680)
- La Courance (Fiche Sandre no  V4250700)
- Ruisseau de Bramevache (Fiche Sandre no  V4250720)
- Le Grand Valat de Sauset (Fiche Sandre no  V4251060)
- Ruisseau de Betton (Fiche Sandre no  V4250740)
- Ruisseau de Colombe (Fiche Sandre no  V4251140)

## Communes traversées
La Roanne traverse les communes suivantes, toutes situées dans le département de la Drôme :
Arnayon, Aucelon, Aurel, Brette, Chalancon, Espenel, Gumiane, Pennes-le-Sec, Pradelle, Rimon-et-Savel, Saint-Benoit-en-Diois, Saint-Nazaire-le-Désert, Vercheny.